# Онацьківці

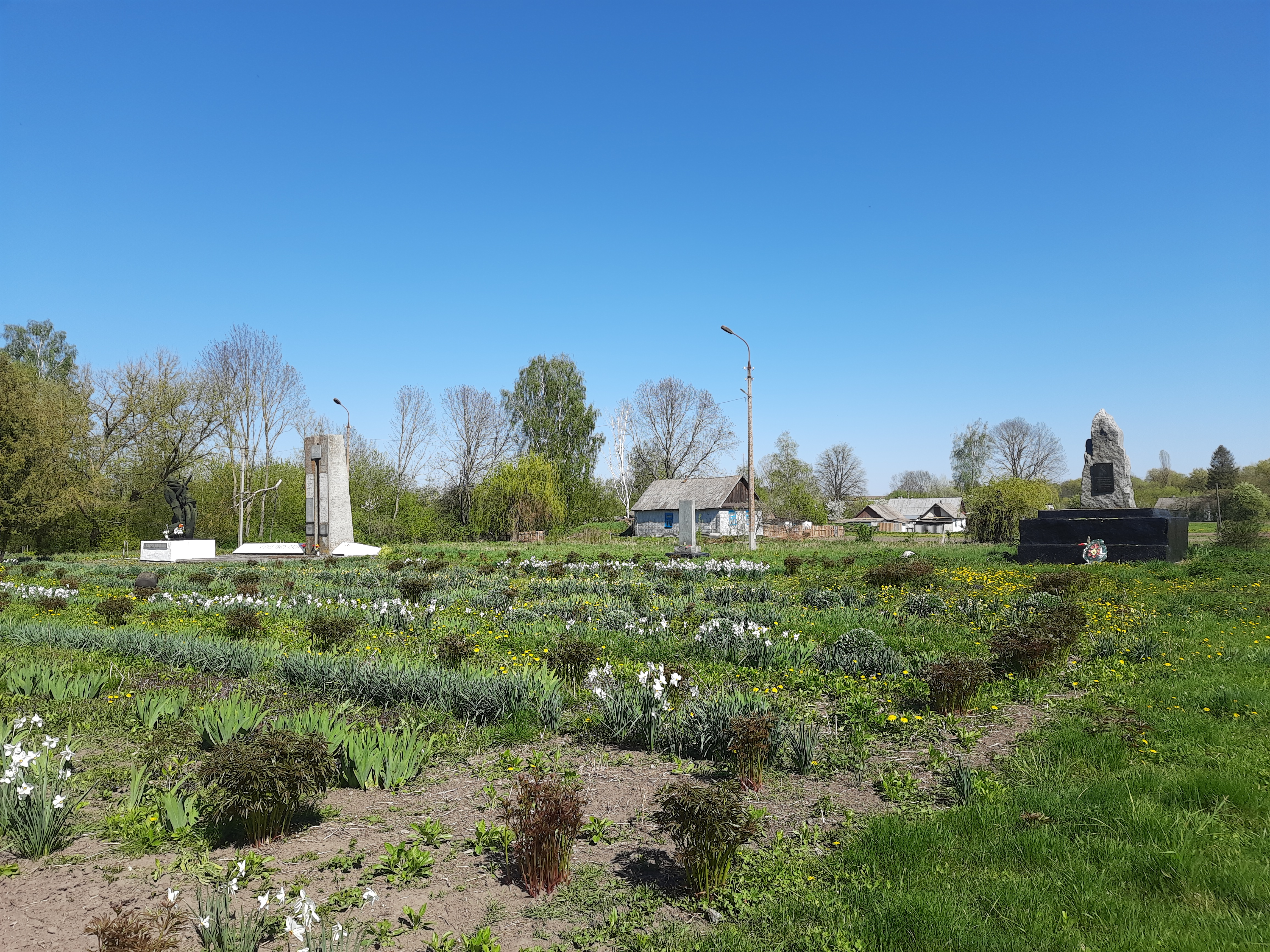
В центрі села

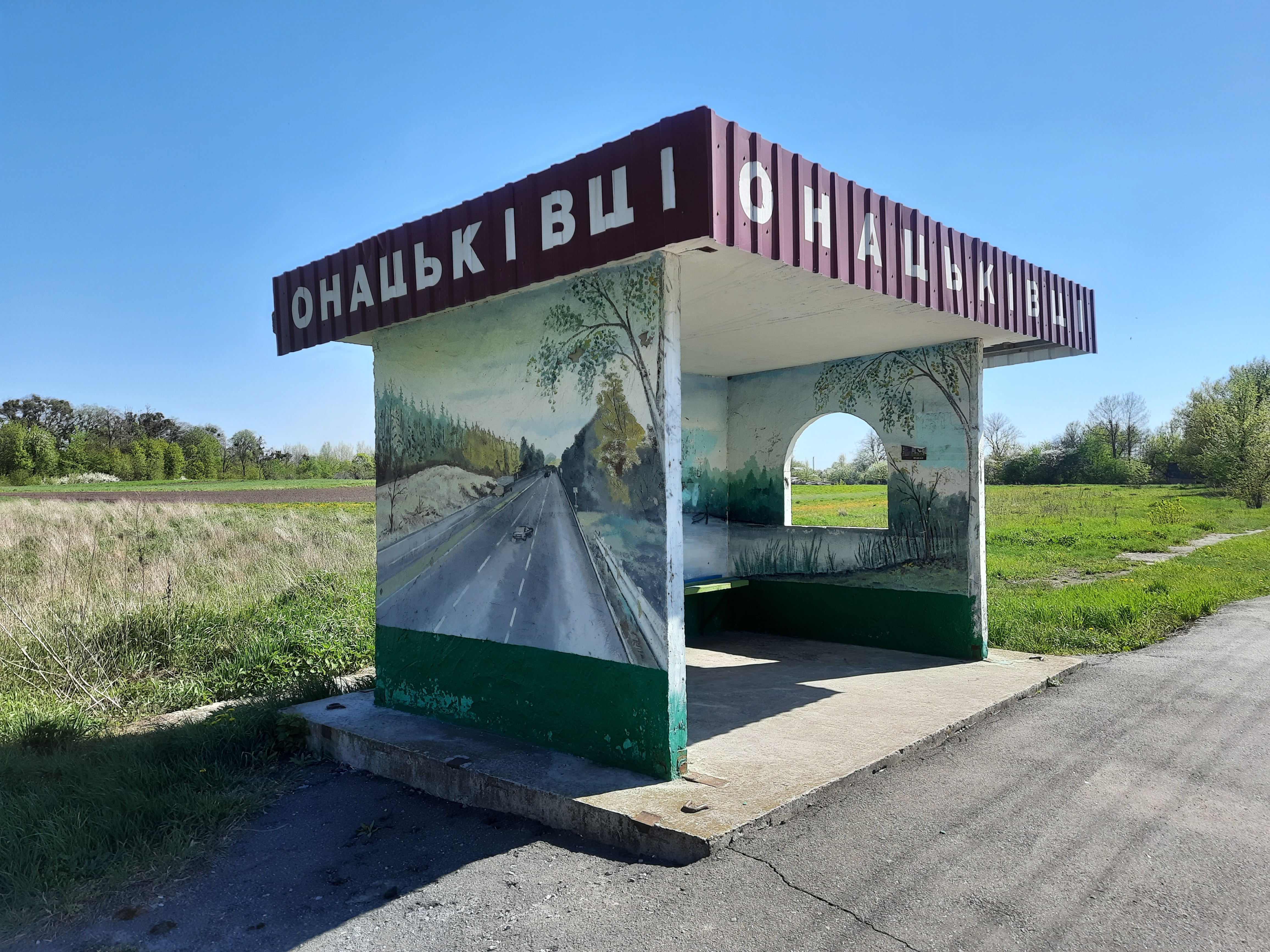
Автобусна зупинка

Она́цьківці — село в Україні, у Полонській міській громаді Шепетівського району Хмельницької області. Населення за оцінкою Полонської міської громади становить 488 осіб

## Географія
Селом протікає річка Рудка, ліва притока Деревички.

## Історія
«Село Онацьківці Полонської волості згадується в акті від 7 грудня 1601 року, так у донесені ввізних Луцькому міському суду про огляд ними містечок і сіл Луцького повіту, спустошених і спалених татарами, у цьому числі згадується с. Однаківці, як володіння князя Януша Острожського». [5. с. 320].
Село Онацьківці розташоване вздовж лівого берега річки Деревички, за 30 км від центру громади і за 35 км від залізничної станції Полонне на лінії Бердичів — Шепетівка. Поблизу цього села розташовані населені пункти Храбузна, Воробіївка, Москалівка, Кустівці, Бражинці, Кіпчинці та Фадіївка. «В Онацьківцях у 1790 році була побудована з дзвіницею дерев'яна церква Святого Архистратига Михаїла. У ній довгий час правив протоієрей Василь Олександрович Переверзев з 1880 року і псаломщик Митрофан Яковлєвич Бордюговський з 1889 року. Копії метричні при храмі зберігалися з 1828 року.
У 1862 році в селі Онацьківці була відкрита церковно-приходська школа, яка розташовувалася в громадській хаті, у ній навчалося 42 учні, а вчитель отримував зарплату 70 рублів у рік». [5. с. 320].
«Власником маєтку у селі Онацьківці був польський шляхтич Ян Бейзим — батько польського місіонера-єзуїта Яна Бейзима, учасник антиросійського повстання 1863 року, який із залишками свого загону перейшов на територію Австро-Угорщини. Був заочно засуджений окупаційною владою до смертної кари. (Ян Бейзим народився 15 травня 1850 року, мав громадянство Австро-Угорщини, за діяльністю священник, мученик, католик, помер 12 жовтня 1912 року на Мадагаскарі від прокази у віці 62 роки). „Двір“ Бейзимів спалили російські казаки, дружина графиня Ольга Стадніцька гербу Шренява, після втрати маєтку переїхала з дітьми до Києва.» [6].
7 (20) листопада 1917 року, відповідно до Третього Універсалу Української Центральної Ради, увійшло до складу Української Народної Республіки.
Після Жовтневої революції 1917 року, яку місцеве населення сприйняло по різному, лише у 1923 році була утворена Онацьковецька сільська рада, яка мала площу 2,83 км². Рада складалася з голови та 14 депутатів. Сільраді були підпорядковані села Онацьківці та Храбузна. Місцева влада з активістами розібрали дерев'яну церкву Святого Архистратига Михаїла, з її матеріалу побудували зерносклади на колгоспному току і проводили місцеву колективізацію. Після неї окремі багатодітні сім'ї жили у землянках, бо в них забрали навіть житло.
Село Онацьківці постраждало в часи голодомору 1932—1933 років, за різними даними, померло приблизно 115 осіб. [6].
У 1937 році в Україні процвітали масові репресії, які санкціонували підписами в наказах Сталін, Молотов і Каганович. Як у всій Україні, так і в Онацьківцях були політично репресовані — Гнатюк Михайло Трохимович — селянин-одноосібник, Кондратюк Степан Микитович — військовослужбовець, Яреновський Петро Леонтійович — селянин одноосібник. [7]
З середини січня до 23 березня 1944 року поблизу села проходила лінія фронту. Тут відбувалися запеклі бої проти німецько-нацистських військ. За героїзм у боротьбі проти ворога у роки Другої світової війни 137 жителів відзначені урядовими нагородами.
Після війни у колгоспі імені Франка на 2,6 тис. га орної землі вирощувалися зернові культури, цукрові буряки, овочі. Було досить непогано розвинуте тваринництво м'ясо-молочного напряму. У 1980 роках господарство перейменували в колгосп імені Леніна, у результаті укрупнення приєднали ще село Воробіївку, але цей захід не привів до економічного успіху. Господарство повільно стало занепадати, молодь із сіл виїжджала до Києва, Хмельницького, Запоріжжя, Миколаєва, Кам'янця-Подільського і навіть Полонного. Через десяток років колгосп банкрутує і згодом розпадається, але в Онацьківцях ще працювала середня школа, клуб, бібліотека, фельдшерсько-акушерський пункт і пологовий будинок. Перед розпадом колгоспу його правління разом з місцевими людьми ще встигли побудувати нову цегляну церкву Святого Архистратига Михаїла.
У 1960 — 1970 роках населення села Онацьківці складало 1185 осіб, але за переписом 2001 року його чисельність уже скоротилась до 630 осіб. Село має місцеві назви кутків Посьолок, Скочилівка, Пігунівка, у ньому вулиці мають назви Шевченка, Лесі Українки, Перемоги, Садова, Молодіжна, Суворова та Кутузова.
12 червня 2020 року, відповідно до розпорядження Кабінету Міністрів України № 727-р «Про визначення адміністративних центрів та затвердження територій територіальних громад Хмельницької області», увійшло до складу Полонської міської територіальної громади.
19 липня 2020 року, в результаті адміністративно-територіальної реформи та ліквідації Полонського району, село увійшло до складу Шепетівського району.

## Населення

### Мова
Розподіл населення за рідною мовою за даними перепису 2001 року:
| Мова       | Кількість | Відсоток |
| ---------- | --------- | -------- |
| українська | 620       | 98.41%   |
| російська  | 9         | 1.43%    |
| білоруська | 1         | 0.16%    |
| Усього     | 630       | 100%     |

## Природа
Село Онацьківці розташоване в Случ-Хоморському лісостеповому природному районі, який власне лежить між річкою Хоморою на півночі та річкою Случ на півдні. Хоча цей природний район відзначається досить значними абсолютними висотами, від 270 м на півночі до 330 м на півдні, тобто ближче до Случі. Абсолютна висота села Онацьківці становить 252 м, що є найменшою величиною у цьому природному районі, оскільки воно розташовується в басейні річки Деревички. Річка у цій місцині глибоко врізалась у місцеві підстелюючі породи, особливо правий берег на глибину до 65 м, оскільки породи пухкі — це четвертинні лесовидні суглинки і навіть піщано-глинисті відклади неогену. Колись тут росли дубові ліси, під якими сформувалися ґрунти опідзоленого типу, а саме опідзолені чорноземи, темно-сірі та сірі опідзолені ґрунти. Так біля села Онацьківці, у так званих Чаграх, навіть утворилися дерново-підзолисті ґрунти на пісках.
Більша частина тутешніх лісових масивів була знищена ще у XIX столітті, а ці землі перетворені на орні угіддя, що значно посилило процеси площинної водної ерозії на полях. Тому потрібно проводити заходи боротьби з площинною і лінійною водною ерозією ґрунту. У минулому біля Онацьківців був став, який більше нагадував водосховище, завдовжки до 2 км і завширшки до 300 м, водне дзеркало якого закінчувалося поблизу села Храбузна. Тому ще одним завданням перспективного природокористування є відновлення і будівництво ставків, як для регулятивного стоку річки Деревички, так і для риборозведення.
У межах території 2,6 тис. га земель села Онацьківців за ландшафтно-екологотипологічним принципом можна виділити два типових малих зооценози: зооценоз оброблювальних угідь, суходільних лук і пасовищ та водно-болотяний зооценоз.
У зооценозі оброблювальних угідь, суходільних лук і пасовищ вирощують озиму пшеницю, ячмінь, кукурудзу, гречку, з технічних — тепер зрідка цукровий буряк, з кормових — конюшину та овес.
Тутешній тваринний світ дуже різноманітний і представлений різними класами, представники яких досить добре пристосовані до умов існування.
Земноводні у цьому зооценозі представлені ропухою зеленою і ропухою сірою, часничницею звичайною, жабою трав'яною, дуже рідко квакшею, яка трапляється зрідка на кущах, розкиданих по тутешніх луках.
Серед плазунів можна бачити на орних землях, зокрема по пришляхових смугах, ярах, балках ящірку прудку, ящірку живородну, вужа звичайного.
Птахи у зооценозах оброблювальних угідь, суходільних лук і пасовищ представлені великою різноманітністю. Так, до зимової орнітофауни належать круки, ворони сірі, щиглики, горобці польові, коноплянки, вівсянки звичайні, сорокопуди сірі, зимняки, куріпки сірі, пуночки та посмітюхи. Влітку орнітофауна значно розширюється і тому вдається бачити жайворонка польового, щеврика лугового, плиску жовту, горлицю звичайну, деркача, лелеку білого, луня польового, бджолоїдку звичайну, боривітра степового, горихвістку чорну, жайворонка степового, просянку, сиворакшу, сорокопуда тернового та щеврика польового.
У цьому зооценозі поширені ссавці заєць-русак, лисиця, козуля, полівка звичайна, миша польова, хом'як звичайний, ласка, тхір темний, кріт, білозубка білочерева та їжак. Трапляється, що переважно вночі з Бражинецького і Лабуньського лісу заходять на тутешні поля дикі свині.
У межах водно-болотяного зооценозу поблизу села Онацьківці в басейні річки Деревички, її приток, ставків водяться риби верховодка, амур білий, в'юн, гірчак, йорж, карась, короп, краснопірка, лин, лящ, окунь, пічкур, плітка, судак, товстолобик, чехоня та щука.
Серед земноводних можна бачити жабу ставкову, жабу гостроморду, жабу трав'яну, тритона звичайного та тритона гребінчастого.
У цих водоймах мешкають такі плазуни вуж водяний, живородна ящірка, зрідка трапляється прудка ящірка, у минулому була черепаха болотяна.
У тутешніх водоймах вдається бачити птахів баранця звичайного, бугая, гуску сіру, вівсянку очеретяну, деркача, квака, кобилочку річкову, крижня, крячка річкового, курочку водяну, ластівку берегову, лебедя шипуна, лиску, луня лучного, очеретянку ставкову, пастушка, рибалочку, трав'янку лучну, чайку, чаплю сіру, лелеку білого, чаплю руду та щеврика лучного.
Теріофауна тутешнього водно-болотяного зооценозу нечисленна, але можна бачити ондатру, полівку водяну, видру річкову, кутору звичайну, на вологих луках поширені полівка темна, миша маленька, горностай і ласка. Крім цього тут трапляються нічниця водяна, нічниця ставкова, бурозубка мала, пацюк сірий, а також заєць-русак, лисиця та кріт.

## Відомі уродженці
- Гуменюк Надія Павлівна (1950, народилася в Онацьківцях) — українська поетеса, прозаїк, публіцист.
- Цимбалюк Тамара Василівна (1979, народилася в Онацьківцях) — заслужений вчитель України , поетеса, прозаїк, публіцист.